# Grindsted
Grindsted – miasto w Danii, w regionie Dania Południowa, siedziba gminy Billund.
W latach 1970-2006 w okręgu Ribe Amt i siedziba gminy Grindsted.